# Pöttöm Séf show
A Pöttöm Séf show (eredeti cím: The Tiny Chef Show) 2022-től vetített amerikai vegyes technikájú vígjátéksorozat, amelyben valós és számítógéppel animált díszletek, élő és számítógéppel animált szereplők közösen szerepelnek, amelyet Rachel Larsen, Ozlem 'Ozi' Akturk és Adam Reid alkotott.
Amerikában a Nickelodeon 2022. szeptember 9-én, Magyarországon a Nick Jr. mutatta be 2023. március 20-án.

## Ismertető
A Pöttöm Séf, aki egy Olly nevű robottal, egy Henry nevű csigával és egy Ruby nevű hernyóval együtt főznek és apró növényi alapú ételeket készít a facsonk otthonában.

## Szereplők

### Főszereplők
| Szereplő   | Eredeti hang      | Magyar hang         | Leírás                                                                                               |
| ---------- | ----------------- | ------------------- | --- |
| Pöttöm Séf | Matt Hutchinson   | Elek Ferenc         | Szakács, aki egy facsonkban lakik és különböző ételeket készít.                                      |
| Olly       | Odessa A'zion     | Zsigmond Tamara     | Különböző tárgyakból készült női robot, aki Pöttöm Séf legjobb barátja, és segít az ételkészítésben. |
| Bemondó    | RuPaul            | Pál Tamás           | Ő a képernyőn kívüli bemondó, aki bemutatja a műsort.                                                |
| Robin      | Dana Alexander    | Csizmadia Gabriella | Kézbesítő lány, aki Pöttöm Séf és Olly barátja.                                                      |
| Henry      | Nem beszél        | Nem beszél          | Csiga, aki segít Pöttöm Séfnek és Ollynak bemutatni a napi ételt.                                    |
| Crane      | Nem beszél        | Nem beszél          | Pöttöm Séf házi hernyója                                                                             |
| Bonzo      | Alasdair Saunders | Tóth Csanád         | A "Mi van a táskámban?" című jelenetben látott babkonzerv.                                           |

### Magyar változat
- Bemondó: Kisfalusi Lehel
- Magyar szöveg: Niklosz Kriszta
- Szinkronrendező: Gulás Fanni

A szinkront a Labor Film szinkronstúdió készítette.

## Évados áttekintés
| Évad | Évad | Epizódok | Eredeti sugárzás    | Eredeti sugárzás  | Magyar sugárzás   | Magyar sugárzás  |
| Évad | Évad | Epizódok | Évadpremier         | Évadfinálé        | Évadpremier       | Évadfinálé       |
| ---- | ---- | -------- | ------------------- | ----------------- | ----------------- | ---------------- |
|      | 1    | 8        | 2022. szeptember 9. | 2022. október 28. | 2023. március 20. | 2023. április 4. |
|      | 2    | 12       | 2023. november 20.  | 2024. június 20.  | 2024. október 14. |                  |
|      | 3    |          | 2024. október 21.   |                   | 2025. április 7.  |                  |

## Epizódok

### 1. évad (2022)
| #  | #  | Eredeti cím       | Magyar cím                     | Rendező                          | Író                        | Eredeti premier      | Magyar premier    |
| -- | -- | ----------------- | ------------------------------ | -------------------------------- | -------------------------- | -------------------- | ----------------- |
| 1. | 1. | Pancakes          | Palacsinta                     | Rachel Larsen és Chris Tichborne | Alec Schwimmer             | 2022. szeptember 9.  | 2023. március 26. |
| 1. | 1. | S'Mores           | Pillecukros keksz              | Rachel Larsen és Chris Tichborne | Jordan Gershowitz          | 2022. szeptember 9.  | 2023. március 27. |
| 2. | 2. | Pizza             | Pizza                          | Rachel Larsen és Chris Tichborne | Rachel Larsen és Adam Reid | 2022. szeptember 16. | 2023. március 20. |
| 2. | 2. | Bread             | Kenyér                         | Rachel Larsen és Chris Tichborne | Rachel Larsen és Adam Reid | 2022. szeptember 16. | 2023. március 21. |
| 3. | 3. | Popcorn           | Pattogatott kukorica           | Rachel Larsen és Chris Tichborne | Sarah Nerboso              | 2022. szeptember 23. | 2023. március 22. |
| 3. | 3. | Banana            | Banán                          | Rachel Larsen és Chris Tichborne | Jim Nolan                  | 2022. szeptember 23. | 2023. március 23. |
| 4. | 4. | Freeze Pops       | Pálcikás jégkrém               | Rachel Larsen és Chris Tichborne | Jordan Gershowitz          | 2022. szeptember 30. | 2023. március 24. |
| 4. | 4. | Lemonade          | Limonádé                       | Rachel Larsen és Chris Tichborne | Laura Kleinbaum            | 2022. szeptember 30. | 2023. március 25. |
| 5. | 5. | Cranberry Cookies | Áfonyás süti                   | Rachel Larsen és Chris Tichborne | Sarah Jenkins              | 2022. október 7.     | 2023. március 28. |
| 5. | 5. | Snap Pea Stir-Fry | Pirított cukorborsó            | Rachel Larsen és Chris Tichborne | Teresa Lee                 | 2022. október 7.     | 2023. március 29. |
| 6. | 6. | Apple Pie         | Almás pite                     | Rachel Larsen és Chris Tichborne | Sara Karimipour            | 2022. október 14.    | 2023. március 30. |
| 6. | 6. | Guacamole         | Guacamole                      | Rachel Larsen és Chris Tichborne | Rebecca Delgado            | 2022. október 14.    | 2023. március 31. |
| 7. | 7. | Ants on a Log     | Hangyák a fán                  | Rachel Larsen és Chris Tichborne | Ta'riq Fisher              | 2022. október 21.    | 2023. április 1.  |
| 7. | 7. | Quesadilla        | Quesadilla                     | Rachel Larsen és Chris Tichborne | Sarah Nerboso              | 2022. október 21.    | 2023. április 2.  |
| 8. | 8. | Mac and Cheese    | Mac and Cheese - Sajtos tészta | Rachel Larsen és Chris Tichborne | Rebecca Delgado            | 2022. október 38.    | 2023. április 3.  |
| 8. | 8. | Potato Stew       | Krumpli főzelék                | Rachel Larsen és Chris Tichborne | Sarah Nerboso              | 2022. október 38.    | 2023. április 4.  |

### 2. évad (2023-2024)
| #   | #   | Eredeti cím                             | Magyar cím                                   | Rendező                          | Író                                   | Eredeti premier    | Magyar premier     |
| --- | --- | --------------------------------------- | -------------------------------------------- | -------------------------------- | ------------------------------------- | ------------------ | ------------------ |
| 9.  | 1.  | Fwendsgiving                            |                                              | Rachel Larsen és Chris Tichborne | Rachel Larson                         | 2023. november 20. |                    |
| 9.  | 1.  | Home Movie Night                        |                                              | Rachel Larsen és Chris Tichborne | Rachel Larson                         | 2023. november 20. |                    |
| 10. | 2.  | Tiny Chef's Marvelous Mish Mesh Special | Pöttöm séf csodálatos Mish-Mesh különkiadása | Rachel Larsen és Chris Tichborne | Leah Gotcsik                          | 2023. december 4.  | 2024. december 21. |
| 10. | 3.  | Donuts                                  | Fánk                                         | Rachel Larsen és Chris Tichborne | Leah Gotcsik                          | 2024. április 8.   | 2024. október 14.  |
| 10. | 3.  | Rainbow Salad                           | Szivárvány saláta                            | Rachel Larsen és Chris Tichborne | Lucas Mills                           | 2024. április 9.   | 2024. október 14.  |
| 11. | 4.  | Turon                                   | Turon                                        | Rachel Larsen és Chris Tichborne | Brittany Rochford                     | 2024. április 10.  | 2024. október 15.  |
| 11. | 4.  | Matzo Ball Soup                         | Maceszgombóc leves                           | Rachel Larsen és Chris Tichborne | Michael Kaufman                       | 2024. április 11.  | 2024. október 15.  |
| 12. | 5.  | Peanut Butter & Jelly                   | Mogyóvajas lekváros szendvics                | Rachel Larsen és Chris Tichborne | Cynthia Furey                         | 2024. április 15.  | 2024. október 16.  |
| 12. | 5.  | Potato Skins                            | Krumplihéj                                   | Rachel Larsen és Chris Tichborne | Rachel Larsen                         | 2024. április 16.  | 2024. október 16.  |
| 13. | 6.  | Granola Bars                            | Müzli szelet                                 | Rachel Larsen és Chris Tichborne | Marty Johnson                         | 2024. április 17.  | 2024. október 17.  |
| 13. | 6.  | Nachos                                  | Nachos                                       | Rachel Larsen és Chris Tichborne | Annabeth Bondor-Stone és Connor White | 2024. április 18.  | 2024. október 17.  |
| 14. | 7.  | Fruit Chews                             | A gumicukor                                  | Rachel Larsen és Chris Tichborne | Moujan Zolfaghari                     | 2024. április 22.  | 2024. október 18.  |
| 14. | 7.  | Opera Cake                              | Opera torta                                  | Rachel Larsen és Chris Tichborne | Mia Resella                           | 2024. április 23.  | 2024. október 18.  |
| 15. | 8.  | Ice Cream                               | Fagylalt                                     | Rachel Larsen és Chris Tichborne | Adam Reid                             | 2024. április 24.  | 2024. október 21.  |
| 15. | 8.  | Pasta & Sauce                           | Tészta és szósz                              | Rachel Larsen és Chris Tichborne | Gloria Shen                           | 2024. április 25.  | 2024. október 21.  |
| 16. | 9.  | Chips & Dip                             | Mártogatós                                   | Rachel Larsen és Chris Tichborne | Cynthia Furey                         | 2024. június 10.   | 2024. október 22.  |
| 16. | 9.  | Bee's Knees Tea                         | Méhkirálynő kedvenc teája                    | Rachel Larsen és Chris Tichborne | Jehan Madhani                         | 2024. június 11.   | 2024. október 22.  |
| 17. | 10. | Dino Cake                               | Dínó torta                                   | Rachel Larsen és Chris Tichborne | Lucas Mills                           | 2024. június 12.   | 2024. október 23.  |
| 17. | 10. | Dumplings                               | Gombóc                                       | Rachel Larsen és Chris Tichborne | Peri Segel                            | 2024. június 13.   | 2024. október 23.  |
| 18. | 11. | Avocado Sushi                           | Avocado Sushi                                | Rachel Larsen és Chris Tichborne | Lucas Mills                           | 2024. június 17.   | 2024. október 24.  |
| 18. | 11. | Poi                                     | Poi                                          | Rachel Larsen és Chris Tichborne | Marty Johnson                         | 2024. június 18.   | 2024. október 24.  |
| 19. | 12. | Ruby Stew                               | Ruby tortája                                 | Rachel Larsen és Chris Tichborne | Annabeth Bondor-Stone és Connor White | 2024. június 19.   | 2024. október 25.  |
| 19. | 12. | Smoothies                               | Turmix                                       | Rachel Larsen és Chris Tichborne | Annabeth Bondor-Stone és Connor White | 2024. június 20.   | 2024. október 25.  |

### 3. évad (2024-)
| #   | #   | Eredeti cím                          | Magyar cím                           | Rendező                          | Író                                   | Eredeti premier    | Magyar premier    |
| --- | --- | ------------------------------------ | ------------------------------------ | -------------------------------- | ------------------------------------- | ------------------ | ----------------- |
| 20. | 1.  | Tiny Chef's Spooky Stump Spectacular | Pöttöm Séf kísértet Tuskó históriája | Rachel Larsen és Chris Tichborne | Lucas Mills                           | 2024. október 21.  |                   |
| 21. | 2.  | Fwendsgiving Feast                   | Barátság napi lakoma                 | Rachel Larsen és Chris Tichborne | Sammie Crowley                        | 2024. november 11. | 2025. április 17. |
| 21. | 2.  | Blueberry Crumble                    | Áfonyás morzsasüti                   | Rachel Larsen és Chris Tichborne | Ron Holsey                            | 2024. november 11. | 2025. április 17. |
| 23. | 3.  | Nopales Taco                         | Nopales taco                         | Rachel Larsen és Chris Tichborne | Mia Resella                           | 2025. január 7.    | 2025. április 7.  |
| 23. | 3.  | Sloppy Joes                          | Sloppy Joe-ragus szendó              | Rachel Larsen és Chris Tichborne | Danielle DeCourcey                    | 2025. január 7.    | 2025. április 7.  |
| 24. | 4.  | Noodle Bowls                         | Tészta tál                           | Rachel Larsen és Chris Tichborne | Sammie Crowley                        | 2025. január 14.   | 2025. április 8.  |
| 24. | 4.  | Spicy Cauliflower Bites              | Fűszeres karfiol falatkák            | Rachel Larsen és Chris Tichborne | Cynthia Furey                         | 2025. január 14.   | 2025. április 8.  |
| 25. | 5.  | Celery & Hummus                      | Zeller és humusz                     | Rachel Larsen és Chris Tichborne | Evan Sinclair                         | 2025. január 21.   | 2025. április 9.  |
| 25. | 5.  | Lettuce Wraps                        | Salátatekercs                        | Rachel Larsen és Chris Tichborne | Marty Johnson                         | 2025. január 21.   | 2025. április 9.  |
| 26. | 6.  | Chili & Cornbread                    | Chili és kukoricakenyér              | Rachel Larsen és Chris Tichborne | Sammie Crowley                        | 2025. január 28.   | 2025. április 10. |
| 26. | 6.  | Layer Cake                           | Sokemeletes torta                    | Rachel Larsen és Chris Tichborne | Cynthia Furey                         | 2025. január 28.   | 2025. április 10. |
| 27. | 7.  | Bean Cake?                           | Babtorta?                            | Rachel Larsen és Chris Tichborne | Marty Johnson                         | 2025. február 4    | 2025. április 11. |
| 27. | 7.  | Elote                                | Elote-grill kukorica                 | Rachel Larsen és Chris Tichborne | Annabeth Bondor-Stone és Connor White | 2025. február 4    | 2025. április 11. |
| 28. | 8.  | Banana Bread                         | Banánkenyér                          | Rachel Larsen és Chris Tichborne | Evan Sinclair                         | 2025. március 3.   | 2025. április 14. |
| 28. | 8.  | Starfruit Parfait                    | Csillaggyümölcs parfé                | Rachel Larsen és Chris Tichborne | Marty Johnson                         | 2025. március 3.   | 2025. április 14. |
| 29. | 9.  | Veggie Burgers & Secret Sauce        | Vegaburger és a titkos szósz         | Rachel Larsen és Chris Tichborne | Adam Reid                             | 2025. március 4.   | 2025. április 15. |
| 29. | 9.  | Ratatouille                          | Ratatouille                          | Rachel Larsen és Chris Tichborne | Brittany Rochford                     | 2025. március 4.   | 2025. április 15. |
| 30. | 10. | Cinnamon Buns                        | Fahéjas csiga                        | Rachel Larsen és Chris Tichborne | Lucas Mills                           | 2025. március 5.   | 2025. április 16. |
| 30. | 10. | Souffle                              | Szuflé                               | Rachel Larsen és Chris Tichborne | Marty Johnson                         | 2025. március 5.   | 2025. április 16. |
| 41. | 11. | Baked Apples                         | Sült alma                            | Rachel Larsen és Chris Tichborne | Sammie Crowley                        | 2025. március 6.   | 2025. április 18. |
| 41. | 11. | Vegetable Stew                       | Zöldségpörkölt                       | Rachel Larsen és Chris Tichborne | Marty Johnson                         | 2025. március 6.   | 2025. április 18. |

## A sorozat készítése
2020. augusztus 12-én bejelentették, hogy a Nickelodeon megrendelte a sorozatot az Imagine Kids+Family, a Tiny Chef Productions és a Nickelodeon Animation Studio-tól. 2022. augusztus 4-én bejelentették, hogy Kristen Bell lesz a vezető producer.